# Eat a Peach
Eat a Peach es el tercer álbum de estudio de la banda de rock estadounidense The Allman Brothers Band, producido por Tom Dowd y publicado el 12 de febrero de 1972 por Capricorn Records. Después del gran éxito comercial logrado con el álbum en vivo At Fillmore East (1971), la banda se reunió en el estudio para grabar su tercer álbum. Sin embargo, algunos de los músicos de la agrupación empezaron a lidiar con la adicción a la heroína y tuvieron que internarse en clínicas de rehabilitación. Al poco tiempo de finalizar la rehabilitación, el líder de la banda, Duane Allman, falleció en un accidente de motocicleta en Macon, Georgia, por lo que Eat a Peach es el último álbum en el que participó el guitarrista.

## Lista de canciones

### Lado Uno
1. "Ain't Wastin' Time No More" (Gregg Allman)  – 3:40
2. "Les Brers in A Minor" (Dickey Betts)  – 9:03
3. "Melissa" (Gregg Allman) – 3:54

### Lado Dos
1. "Mountain Jam" (live) (Donovan Leitch, Duane Allman, Gregg Allman, Dickey Betts, Berry Oakley, Butch Trucks, Jai Johanny Johanson)  – 19:37

### Lado Tres
1. "One Way Out" (live) (Elmore James, Marshall Sehorn, Sonny Boy Williamson II)  – 4:58
2. "Trouble No More" (live) (Muddy Waters)  – 3:43
3. "Stand Back" (Gregg Allman, Berry Oakley)  – 3:24
4. "Blue Sky" (Dickey Betts)  – 5:09
5. "Little Martha" (Duane Allman)  – 2:07

### Lado Cuatro
1. "Mountain Jam" (live) – 33:42

## Personal
- Duane Allman – guitarra slide, guitarra líder, guitarra acústica
- Dickey Betts – guitarra líder, voz en "Blue Sky"
- Gregg Allman – voz, órgano, piano, guitarra acústica
- Berry Oakley – bajo
- Jai Johanny Johanson – batería, congas
- Butch Trucks – batería, percusión, tambor